# Solomon Namliit Boar
 (mai 2025).
Solomon Namliit Boar est né le 15 juillet 1968, est un homme politique ghanéen, député de Bunkpurugu de 2017 à 2021. Il est membre du Nouveau Parti Patriotique et est le premier ministre régional de la nouvelle région du Nord-Est du Ghana. Il est également vice-ministre régional du Nord de 2017 jusqu'à la création de la région du Nord-Est.

## Jeunesse et éducation
Solomon Namliit Boar est originaire de Bunkpurugu (en), une ville de la région du Nord-Est du Ghana. Il a étudié à l'Université de Cape Coast et a obtenu son baccalauréat en études de gestion en 2007. Il fréquente également l'Université des sciences et technologies Kwame-Nkrumah, où il obtient son diplôme de Master exécutif en administration des affaires (CEMBA) en 2012.

## Politique
Solomon Namliit Boar est membre du Nouveau Parti patriotique et représente la circonscription de Bunkpurugu dans la région du Nord-Est au septième Parlement de la quatrième République du Ghana,.

### Élection de 2016
Il se présente au siège parlementaire de la circonscription de Bunkpurugu sur la liste du Nouveau Parti patriotique lors des élections générales ghanéennes de 2016 et remporte 14 590 voix, soit 49,07 % du total des voix. Il est élu devant Anthony B. Gingon du Congrès national démocratique qui recueille 14 306 voix, soit 48,12 %, le candidat parlementaire de l'IND Namuburr Berrick qui obtient 656 voix, soit 2,21 %, et le candidat parlementaire du Parti de la Convention populaire Nawang David Monipaak qui obtient 180 voix, soit 0,61 % du total des voix.

#### Élection de 2020
Namliit Boar est de nouveau candidat sur la circonscription de Bunkpurugu sur la liste du Nouveau Parti patriotique lors des élections générales ghanéennes de 2020, mais perd l'élection face à Bandim Abed-Nego Azumah du Congrès National Démocratique,,.

#### Vice-ministre
En mars 2017, le président Nana Akufo-Addo le nomme l'un des dix vice-ministres régionaux qui feraient partie de son gouvernement,,. Il est examiné par le Comité des nominations du Parlement du Ghana le même mois. Le comité l'approuve et son nom est transmis au président du Parlement pour une approbation ultérieure par la chambre générale du Parlement.

## Vie personnelle
Solomon Namliit Boar est chrétien baptiste. Il est marié et à cinq enfants.

## Emploi
Il est responsable financier et administratif, New Energy, Tamale et gestionnaire/administrateur/praticien RH.